# Mrówkożery
Mrówkożery, mrówkożerowate (Conopophagidae) – rodzina małych ptaków z rzędu wróblowych. Występują w krainie neotropikalnej – od Kostaryki po północną Argentynę i Urugwaj.

## Charakterystyka
Ptaki te mają krępy tułów i krótki ogon, a stosunkowo długie nogi. Długość ciała: 10,5–19 cm. Dziób szeroki, zakrzywiony na końcu. Upierzenie przeważnie brązowe i oliwkowe, u prawie wszystkich gatunków za okiem biała pręga. Występuje dymorfizm płciowy – samce i samice różnią się wyglądem, choć u niektórych gatunków tylko nieznacznie.
Mrówkożery występują w lasach wilgotnych, półwilgotnych oraz na obszarach lesistych. Zamieszkują piętro krzewów i niższych drzew. Żywią się niemal wyłącznie owadami i innymi drobnymi bezkręgowcami. 

## Systematyka
Do rodziny zaliczane są następujące rodzaje:
- Pittasoma Cassin, 1860
- Conopophaga Vieillot, 1816

Rodzaj Pittasoma był dawniej umieszczany w rodzinie mrówkowodów (Formicariidae).